# Alma Brítez
 (avril 2025).
Si vous disposez d'ouvrages ou d'articles de référence ou si vous connaissez des sites web de qualité traitant du thème abordé ici, merci de compléter l'article en donnant les références utiles à sa vérifiabilité et en les liant à la section « Notes et références ».
Alma María Brítez Benítez, née le 18 octobre 2001 à Asuncion, est une joueuse paraguayenne de beach handball.

## Handball
Elle commence à jouer au handball à sept ans lors d'un tournoi scolaire. 
Alma Brítez joue pour le club de Cerro Porteño à Asuncion. 
L'ailière droite joue pour diverses équipes nationales juniors paraguayennes de handball en salle et participe aux Championnats sud-américains des moins de 16 ans dans son pays d'origine en novembre 2017, où elle remporte la médaille d'argent.

## Beach handball

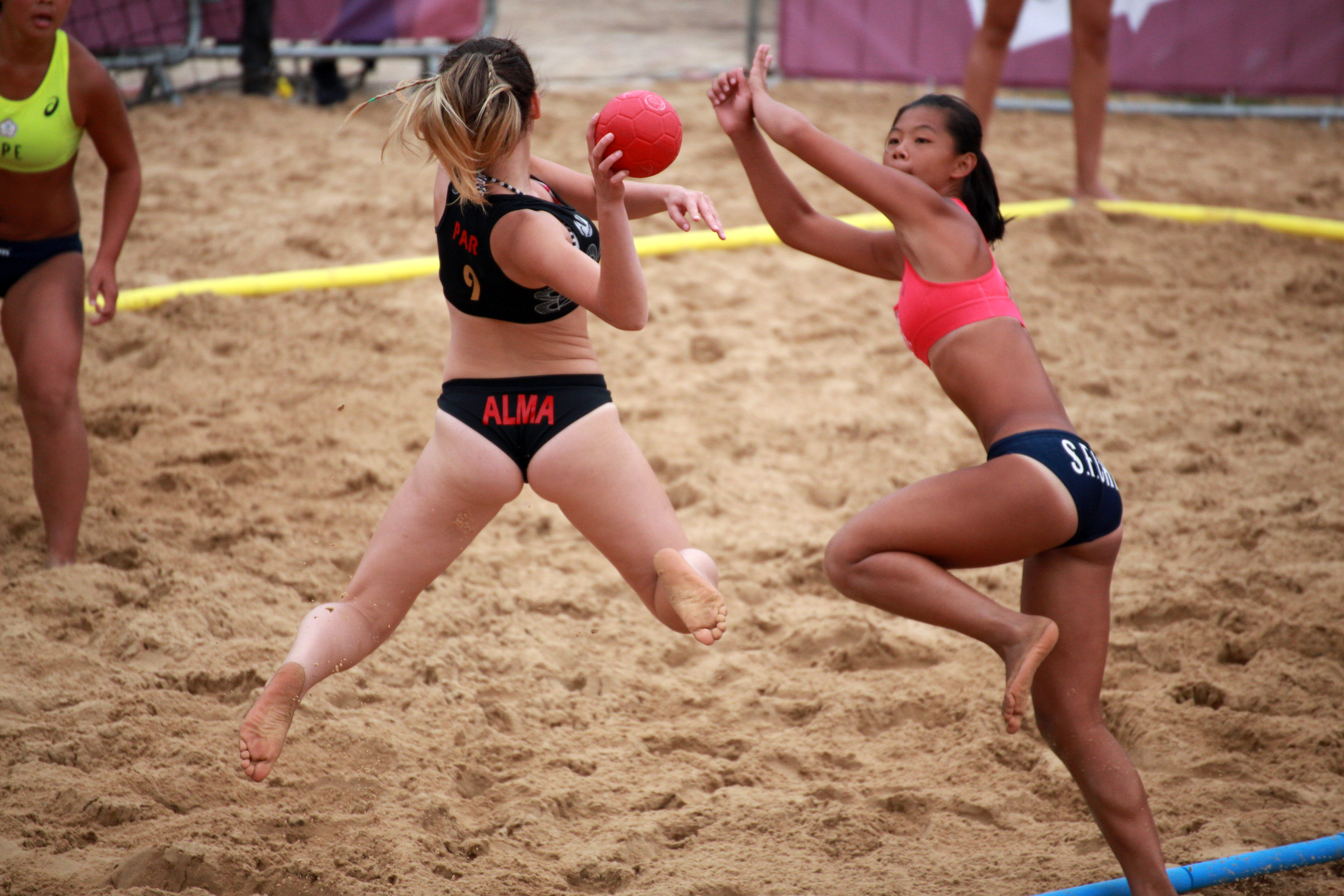
Handball de plage aux Jeux olympiques de la jeunesse d'été de 2018 – Match de classement des filles.

Alma Brítez est une joueuse de beach handball depuis 2016.

### Junior
Brítez fait partie de l'équipe du Paraguay aux Championnats panaméricains des moins de 17 ans en 2017. L'équipe remporte la médaille de bronze. Elle se qualifie ainsi pour le championnat du monde de beach handball junior, la première édition, qui a lieu 2017 à Flic en Flac, sur l'île Maurice. Mais Brítez ne peut pas participer à cette compétition où l'équipe perd les trois matches du tour préliminaire contre l'Argentine, la Hongrie et la Croatie. Au classement final, le Paraguay se classe onzième sur quatorze participants. Cependant, comme l'Argentine accueille les Jeux olympiques de la jeunesse de 2018 et que le Brésil avait annulé sa participation à la Coupe du monde junior, le Paraguay est sélectionné pour l'une des deux places de qualifications pour l'Amérique du Sud, en compagnie de la Colombie.
Le handball de plage est inclus pour la première fois aux Jeux olympiques lors des Jeux olympiques de la jeunesse de 2018 à Buenos Aires. L'équipe paraguayenne fait un début de tournoi faible : contre les Pays-Bas, le Paraguay marque deux buts dans la deuxième mi-temps, le seul but du match de Brítez est un penalty, le seul de tout le match pour l'équipe sud-américaine, provoqué par Anna Buter (de), puis une nette défaite contre l'Argentine, dans laquelle Brítez joue mal, ne marque pas de point, rate un penalty et perd trois ballons. L'équipe s'améliore ensuite. Lors du troisième match, contre Hong Kong, le Paraguay obtient une nette victoire. Avec 12 points marqués, Brítez est la joueuse la plus performante du match, bien qu'elle perdit quatre ballons dans une situation importante. Suit une victoire aux tirs au but contre la Turquie ; une fois de plus Brítez est la joueuse la plus performante du Paraguay, avec onze points dont deux penaltys, elle donne aussi trois passes décisives, est victime de deux fautes, suivies de penaltys, mais elle perd encore le ballon trois fois. Grâce à sa victoire aux tirs au but contre le Venezuela, le Paraguay se qualifie pour la phase finale. Avec 18 points sur dix tirs marqués en treize tentatives, dont trois penaltys et un tir réussi aux tirs au but, elle est à nouveau la meilleure buteuse. Le match du premier tour principal contre la Hongrie est une défaite nette, même si Brítez est de nouveau la meilleure buteuse avec 14 points ; mais encore une fois, elle perd le ballon à quatre reprises face à l’équipe adverse. Lors de la défaite contre Taipei chinois (Taïwan), elle marque seulement 8 points, doublée par Darlene Leiva (9) et Sofía Ugarriza (de) (10) dans sa propre équipe. Brítez a un taux de réussite inférieur à 60 %, mais elle réussit à réaliser un nombre de passes décisives relativement élevé avec trois. Le Paraguay perd contre la Croatie en deux mi-temps très disputés ; Brítez est une nouvelle fois la meilleure buteuse de son équipe avec dix buts. Le Paraguay termine à la dernière place à égalité à la dernière place du tournoi final avec le Taipei chinois, mais a un plus mauvais goal average. Les deux équipes ratent les demi-finales et s'affrontent directement pour la cinquième place. Cette fois, le Paraguay remporte clairement le match et domine, notamment dans la première mi-temps. Brítez a de nouveau un très bon score avec 13 points, seule sa coéquipière Andrea Gaona réussit à marquer plus avec 16 points. Avec 88 points, Brítez est la meilleure joueuse de son équipe et la sixième buteuse du tournoi après Anna Iwanowa, Lynn Klesser (de), Lin Pin-chun (de), Anja Vida Lukšić (de) et Csenge Braun (de), et même la cinquième avec un taux de 9,8 buts réussis par match.

### Féminin
À seulement 16 ans, Brítez est convoquée dans l'équipe du Paraguay pour le championnat panaméricain de beach handball en mars 2018, avec les joueuses un peu plus âgées, Sofía Ugarriza et Guadalupe Villalba (de). Au tour préliminaire, l'équipe du Paraguay bat les équipes de Trinité-et-Tobago et du Mexique (2-0) et a une défaite aux tirs au but contre l'Uruguay. En quarts de finale, la Paraguay l'emporte face aux États-Unis aux tirs au but. En demi-finales, l'équipe brésilienne se montre plus forte. Dans le match pour la médaille de bronze, le Paraguay joue et gagne à nouveau contre le Mexique, cette fois aux tirs au but. L'équipe se qualifie pour les Championnats du monde à Kazan, en Russie.
En Russie, le Paraguay remporte son premier match contre l'Australie, les deux mi-temps sont remportées par un seul point d'écart chacun. Brítez, la plus jeune de l'équipe, est la meilleure buteuse avec onze points. Même lors de la défaite très nette qui suit contre l'Espagne, elle est nettement la meilleure buteuse avec dix points. Brítez est la meilleure Paraguayenne avec dix points dans le match très égal contre la Grèce (qui deviendra championne du monde), que le Paraguay perd aux tirs au but. L'équipe se qualifie pour le tournoi principal en tant que troisième du groupe. Les trois matchs suivants sont des défaites aux tirs au but. Lors de la victoire contre la Pologne, Brítez ne marque que trois points, cette fois la meilleure buteuse est Ana Insfrán. Lors de la défaite contre l'Uruguay, Brítez est la meilleure de son équipe avec 12 points. La victoire contre Taiwan est âprement disputée, Brítez est la deuxième meilleure buteuse avec 13 points, un point de moins qu'Insfrán. Elle réussit à marquer lors des trois tirs au but, mais perd contre la Pologne. Quatrième sur six équipes, le Paraguay peut se qualifier pour les quarts de finale. En quarts de finale, le Paraguay rencontre le Brésil, vice-champion du monde en titre et triple champion du monde, contre lequel il subit une nette défaite. Seuls deux joueuses du Paraguay marquent dans ce match, Brítez avec 5 points et Insfrán avec 13. Les deux matchs de classement restants contre la Pologne et la Russie sont des défaites à la fin du match. Brítez ne marque que quatre points contre la Pologne et seulement deux points contre la Russie. En finale, Brítez et le Paraguay terminent huitièmes. Au classement final, elle est la troisième meilleure joueuse du tournoi et la meilleure jeune joueuse.
Le Paraguay participe aux Jeux sud-américains de plage 2019 à Rosario, en Argentine. L'équipe du Paraguay comprend notamment Alma Brítez et Naomi Gueyraud (de). Lors de la phase de poule, elle gagne contre le Pérou à la fin du match et le Chili aux tirs au but puis est vaincue face à l'Argentine. En demi-finales, elle perd contre le Brésil. Dans le match pour la médaille de bronze, elle bat le Venezuela à la fin du match.

## Palmarès
Championnat panaméricain de beach handball
- 2018 : Médaille de bronze

Jeux sud-américains de plage
- 2019 : Médaille de bronze

Championnats panaméricains juniors de beach handball
- 2017 : Bronze (U17)

Championnats sud-américains de handball
- 2017 : Argent (U16)